# Liste der denkmalgeschützten Objekte in Umhausen
Die Liste der denkmalgeschützten Objekte in Umhausen enthält die 40 denkmalgeschützten, unbeweglichen Objekte der Gemeinde Umhausen.

## Denkmäler
| Foto |                 | Denkmal | Standort                                         | Beschreibung | Metadaten |
| ---- | --------------- | --- | ------------------------------------------------ | --- | --- |
| ja   | Datei hochladen | Kath. Pfarrkirche hl. Vitus HERIS-ID: 17279 Objekt-ID: 13554 TKK: 21635                                          | Dorf 19 Standort KG: Umhausen                    | Die erstmals 1220 erwähnte Kirche ist die älteste Kirche des Ötztals und wird von einem Friedhof umgeben. Sie wurde 1482 im gotischen Stil erweitert. Ein Renaissancekreuz am Triumphbogen kam im Jahr 1580 hinzu. In einer Kapellen-Nische der Friedhofsmauer befindet sich eine aus 1770 stammende Rokokoplastik des hl. Vitus. Eine dem Heiligen Johannes von Nepomuk geweihte Votivkapelle wurde 1771 am 3. nördlichen Langhausjoch im barocken Stil errichtet; Anlass war eine Mure, von der Umhausen 1762 heimgesucht wurde. Der neugotische Altar stammt aus dem Jahr 1882. Bei einer Restaurierung 1964/65 wurden gotische Fresken (in Nordtirol sehr selten) an der südlichen Außenwand und im Inneren an der nördlichen Wand des Kirchenschiffs freigelegt. Die Orgelempore wurde 1889 für den Einbau einer Reinisch-Orgel eingezogen; für den Einbau einer neuen Orgel wurde die Empore 2009 in ihren ursprünglichen Zustand rückgebaut. Westlich der Kirche befindet sich eine Totenkapelle mit bemerkenswerter gotischer, geschnitzter Pietà aus dem dritten Viertel des 14. Jahrhunderts. | BDA-Hist.: Q23541910 Status: § 2a Stand der BDA-Liste: 2025-06-30 Name: Kath. Pfarrkirche hl. Vitus GstNr.: .1 Sankt Vitus (Umhausen)                                              |
| ja   | Datei hochladen | Friedhof mit Friedhofskapelle HERIS-ID: 17280 Objekt-ID: 13555 TKK: 21637, 115753                                | Dorf 19 Standort KG: Umhausen                    | Der Friedhof umgibt die Pfarrkirche. In der Friedhofsmauer befinden sich 14 gemauerte Nischenbildstöcke mit auf Holz gemalten Stationstafeln, die 1799 von Martin Randolf geschaffen und 1878 von Theres Strigl renoviert wurden. Die Kapelle in der Südwestecke des Friedhofs wurde Ende des 18. Jahrhunderts erbaut und 1954 zu einer Gedenkkapelle für die Gefallenen des Zweiten Weltkrieges umgewidmet. Dabei wurde die ursprünglich geschlossene Nordfassade in einem Rundbogen geöffnet und mit einem Schmiedeeisengitter versehen. Der Innenraum weist ein Tonnengewölbe mit Stichkappen auf. In die südliche Friedhofsmauer eingebunden ist die Grabkapelle der Familie Marberger, ein gemauerter Kapellenbildstock mit steilem, schindelgedecktem Satteldach und einem Tafelbild von Elmar Kopp von 1972. | BDA-Hist.: Q37836139 Status: § 2a Stand der BDA-Liste: 2025-06-30 Name: Friedhof mit Friedhofskapelle GstNr.: 39, .2 Friedhof Umhausen                                             |
| ja   | Datei hochladen | Gasthof Krone HERIS-ID: 17281 Objekt-ID: 13556 TKK: 21711                                                        | Dorf 30 Standort KG: Umhausen                    | Das Alter des Gasthofes kann nicht mehr genau eruiert werden, jedenfalls wurde er vor 1627 erbaut. In diesem Jahr wurde an der Ostseite ein Fresko angebracht, das die Hochzeit von Kanaa zeigt. Es wurde jedoch 1684 teilweise zerstört, als ein prunkvoll gestalteter, sechsseitiger Eckerker mit Stuckdekor angebaut wurde. 1860 wurde das Gebäude auf drei Geschoße aufgestockt. Das Gemeindewappen am Erker (oben rechts) wurde erst im Zuge einer Renovierung im Jahr 2004 hinzugefügt. Im ersten Stock in der Erkerstube befinden sich geschnitzte Zirbenholzvertäfelungen aus dem Jahr 1684, dieser Raum dient seit 1999 als Standesamt. In den Fenstern finden sich mundgeblasene Butzenscheiben. Außerdem befindet sich im ersten Stock das Gemeindeamt. | BDA-Hist.: Q37836152 Status: Bescheid Stand der BDA-Liste: 2025-06-30 Name: Gasthof Krone GstNr.: .89/1 Gasthof Krone Umhausen                                                     |
| ja   | Datei hochladen | Bauernhofanlage HERIS-ID: 17288 Objekt-ID: 13564 TKK: 21717                                                      | Hintere Gasse 15 Standort KG: Umhausen           | Der zweigeschoßige, quergeteilte Einhof mit Satteldach wurde 1770 erbaut. Die Fassaden sind mit barocker Architekturmalerei gegliedert, das Rundbogenportal an der giebelseitigen Eingangsfassade wird von perspektivischer Scheinarchitektur umrahmt und einem Fresko mit dem Gnadenbild Mariahilf bekrönt. Darüber befindet sich ein Bundwerkgiebel mit vorgelagertem Söller. Im Inneren hat sich die tonnengewölbte Küche erhalten. Der nach 1856 an das Wohnhaus angebaute Wirtschaftsteil ist über dem gemauerten Stall als Rundholzblockbau gezimmert. Die Tenneneinfahrt erfolgt traufseitig von Westen. | BDA-Hist.: Q37836271 Status: Bescheid Stand der BDA-Liste: 2025-06-30 Name: Bauernhofanlage GstNr.: 45                                                                             |
| ja   | Datei hochladen | Hofkapelle hl. Thomas/Thomeleskapelle HERIS-ID: 17289 Objekt-ID: 13565 TKK: 21659                                | bei Hintere Gasse 15 Standort KG: Umhausen       | Die gemauerte Kapelle mit Satteldach und geradem Chorschluss wurde im 18. Jahrhundert erbaut. Sie weist an der Nordseite ein segmentbogig geschlossenes Portal und im Inneren ein Tonnengewölbe auf. | BDA-Hist.: Q37836294 Status: Bescheid Stand der BDA-Liste: 2025-06-30 Name: Hofkapelle hl. Thomas/Thomeleskapelle GstNr.: .44/2                                                    |
| ja   | Datei hochladen | Backofen HERIS-ID: 17330 Objekt-ID: 13606 TKK: 115749                                                            | bei Hintere Gasse 15 Standort KG: Umhausen       | Der freistehende, gemauerte Backofen mit Satteldach und giebelseitiger Feuerungsöffnung wurde in der zweiten Hälfte des 19. Jahrhunderts errichtet. | BDA-Hist.: Q37837243 Status: Bescheid Stand der BDA-Liste: 2025-06-30 Name: Backofen GstNr.: .565                                                                                  |
| ja   | Datei hochladen | Mosesbrunnen in Umhausen HERIS-ID: 17292 Objekt-ID: 13568 TKK: 21701                                             | gegenüber Hintere Gasse 23 Standort KG: Umhausen | Der Brunnen mit einer barocken Figur Moses wurde im dritten Viertel des 18. Jahrhunderts in der Werkstatt Josef Georg Witwer angefertigt. | BDA-Hist.: Q37836364 Status: § 2a Stand der BDA-Liste: 2025-06-30 Name: Mosesbrunnen in Umhausen GstNr.: 4529/4 Mosesbrunnen Umhausen                                              |
| ja   | Datei hochladen | Expositurkirche Maria Sieben Schmerzen und Kirchhof in Köfels HERIS-ID: 17300 Objekt-ID: 13576 TKK: 21641        | südlich Köfels 3 Standort KG: Umhausen           | Die Expositurkirche wurde 1774 erbaut und 1911 renoviert. Der am Chor befindliche Turm besitzt ein achteckiges Glockengeschoß und einen Zwiebelhelm. Der Altar entstand um 1775, das Altarbild „Beweinung“ ist jedoch modern. Die barocken Konsolfiguren stammen aus der zweiten Hälfte des 18. Jahrhunderts. | BDA-Hist.: Q19971196 Status: § 2a Stand der BDA-Liste: 2025-06-30 Name: Expositurkirche Maria Sieben Schmerzen und Kirchhof in Köfels GstNr.: .775 Expositurkirche Köfels          |
| ja   | Datei hochladen | Widum HERIS-ID: 17301 Objekt-ID: 13577 TKK: 29164                                                                | Köfels 12 Standort KG: Umhausen                  | Das Widum ist ein zum Teil in Blockbauweise errichtetes, zweigeschoßiges Gebäude aus dem 19. Jahrhundert mit Satteldach. | BDA-Hist.: Q37836551 Status: § 2a Stand der BDA-Liste: 2025-06-30 Name: Widum GstNr.: .779                                                                                         |
| ja   | Datei hochladen | Kaplaneikirche hl. Antonius und Friedhof in Niederthai HERIS-ID: 17307 Objekt-ID: 13583 TKK: 21640               | Niederthai Standort KG: Umhausen                 | Die 1682 erbaute, nach Südosten ausgerichtete Kirche besteht aus einem barocken Saalbau mit dreiseitigem Schluss. Der Turm befindet sich am Chorschluss und ist über einem Achteck-Aufsatz mit einem Zwiebelhelm bedeckt. Der Hochaltar stammt aus dem Ende des 17. Jahrhunderts. Südwestlich der Kirche befindet sich ein Johann-Nepomuk-Brunnen, dessen barocke Statue aus der Mitte des 18. Jahrhunderts stammt. | BDA-Hist.: Q37836730 Status: § 2a Stand der BDA-Liste: 2025-06-30 Name: Kaplaneikirche hl. Antonius und Friedhof in Niederthai GstNr.: .813, 4958 Kaplaneikirche Niederthai        |
| ja   | Datei hochladen | Widum HERIS-ID: 17324 Objekt-ID: 13600 TKK: 37929                                                                | Niederthai 30 Standort KG: Umhausen              | Das gegenüber der Kirche befindliche Widum ist zweigeschoßig und besitzt ein Satteldach. | BDA-Hist.: Q37837138 Status: § 2a Stand der BDA-Liste: 2025-06-30 Name: Widum GstNr.: .814 Kaplaneiwidum Niederthai                                                                |
| ja   | Datei hochladen | Kapelle in der Mühl in Niederthai HERIS-ID: 17308 Objekt-ID: 13584 TKK: 21655                                    | Niederthai 61, in der Nähe Standort KG: Umhausen | Der rechteckige Mauerbau mit Kreuzgewölbe wurde nach 1856 erbaut und um 1950 um einen vorangestellten breiteren, tonnengewölbten Bau erweitert. Er weist ein schindelgedecktes Satteldach und ein Rechteckportal mit zwei Fensteröffnungen auf. Am Altar befindet sich eine Kopie des Gnadenbildes Mariahilf. | BDA-Hist.: Q37836763 Status: § 2a Stand der BDA-Liste: 2025-06-30 Name: Kapelle in der Mühl in Niederthai GstNr.: 1627/1 Mühlkapelle Niederthai                                    |
| ja   | Datei hochladen | Wallfahrtskirche Maria Schnee in Östen HERIS-ID: 17309 Objekt-ID: 13585 TKK: 21639                               | Östen Standort KG: Umhausen                      | Die auf einem östlichen Wiesenhang allein stehende, von zwei Pappeln umgebene Kirche ist weithin sichtbar. Sie wurde um 1796 in barockem Stil errichtet, 1797 geweiht und besitzt eine bemerkenswerte Rokoko-Ausstattung. Über einem geschwungenen Giebel befindet sich ein Dachreiter mit Zwiebelhelm. | BDA-Hist.: Q37836786 Status: § 2a Stand der BDA-Liste: 2025-06-30 Name: Wallfahrtskirche Maria Schnee in Östen GstNr.: 5743 Wallfahrtskirche Maria Schnee (Umhausen)               |
| ja   | Datei hochladen | Kapelle Östermuhre HERIS-ID: 17325 Objekt-ID: 13601 TKK: 21672                                                   | bei Östen 22 Standort KG: Umhausen               | Die Kapelle in Östermuhre wurde um 1928 gleichzeitig mit dem dazugehörenden Bauernhaus erbaut. Rechteckiger Grundriss und dreiseitiger Chorschluss unter schindelgedecktem Satteldach. Die Maueröffnungen sind mit Rundbogen abgeschlossen, über dem ostseitigen Portal befindet sich ein Lunettenfenster. | BDA-Hist.: Q37837165 Status: § 2a Stand der BDA-Liste: 2025-06-30 Name: Kapelle Östermuhr GstNr.: .597 Kapelle Östermuhre                                                          |
| ja   | Datei hochladen | Ortskapelle Östen HERIS-ID: 99830 Objekt-ID: 115999 TKK: 21665                                                   | bei Östen 49 Standort KG: Umhausen               | Die Kapelle wurde im 17. Jahrhundert errichtet und im 19. Jahrhundert erweitert. Sie besitzt eine Altarnische mit Kleeblattbogen, ein barockes Mariahilf-Bild und ein Kruzifix, das um 1700 angefertigt wurde. | BDA-Hist.: Q37774811 Status: § 2a Stand der BDA-Liste: 2025-06-30 Name: Ortskapelle Östen GstNr.: .407 Ortskapelle Östen                                                           |
| ja   | Datei hochladen | Erlanger Hütte HERIS-ID: 249869 TKK: 146341seit 2023                                                             | Östen (Erlanger Hütte) Standort KG: Umhausen     | Die Schutzhütte unterhalb des Wildgrats auf 2541 m ü. A. wurde 1929–1931 von der Sektion Erlangen des Deutschen und Österreichischen Alpenvereins erbaut. Der zweigeschoßige Bau aus lokalem Bruchstein mit schindelgedecktem Satteldach weist durchwegs unverputztes, grob ausgefugtes Mauerwerk auf. Die unregelmäßig verteilten, ein- und zweiflügeligen Fenster wurden nach historischem Vorbild mit Sprossenteilung erneuert. Der Nord- und Ostfassade sind gemauerte Terrassen mit Natursteinbrüstungen vorgelagert. Im Inneren haben sich im Erdgeschoß die Küche und die 1980 erweiterte Gaststube mit Getäfel, Felderdecke und gemauertem Tonnenofen aus der Erbauungszeit erhalten. In den Kammern im Obergeschoß finden sich bauzeitliche Wandverkleidungen und Böden. | BDA-Hist.: Q1355281 Status: Bescheid Stand der BDA-Liste: 2025-06-30 Name: Erlanger Hütte GstNr.: .607, .608                                                                       |
| ja   | Datei hochladen | Widum HERIS-ID: 17282 Objekt-ID: 13557 TKK: 21638                                                                | Schulplatz 2 Standort KG: Umhausen               | Das Widum ist ein rechteckiger, zweigeschoßiger Bau mit Satteldach und geschwungenem Blendgiebel und wurde Mitte des 18. Jahrhunderts erbaut, die Stube ist inschriftlich mit 1763 datiert. Es ist giebelseitig von Süden über einen Mittelflur erschlossen. Die regelmäßig gegliederten Fassaden sind mit reicher, spätbarocker Dekorationsmalerei verziert, die Josef Keil zugeschrieben werden. Im Giebel Fresko des hl. Josef. | BDA-Hist.: Q37836165 Status: § 2a Stand der BDA-Liste: 2025-06-30 Name: Widum GstNr.: .77 Widum Umhausen                                                                           |
| ja   | Datei hochladen | Kath. Pfarrkirche hl. Martin und Friedhof mit Totenkapelle in Tumpen HERIS-ID: 17318 Objekt-ID: 13594 TKK: 21642 | Tumpen Standort KG: Umhausen                     | Die 1665 erbaute und 1719 vergrößerte, nach Süden ausgerichtete Kirche ist in einfachem, barockem Stil errichtet. Der steingemauerte Westturm stammt aus dem Jahr 1884 und besitzt Maßwerkschallfenster und ein Giebelspitzdach. Die Einrichtung stammt aus dem 19. und 20. Jahrhundert. An der Nordfassade befinden sich drei Rokoko-Freskenbilder (Guter Hirte sowie die Wetterheiligen Johannes und Paulus) aus dem 18. Jahrhundert. Die schlichte Totenkapelle besitzt ein Mariahilf-Bild. | BDA-Hist.: Q19971506 Status: § 2a Stand der BDA-Liste: 2025-06-30 Name: Kath. Pfarrkirche hl. Martin und Friedhof mit Totenkapelle in Tumpen GstNr.: 3911, .458 Pfarrkirche Tumpen |
| ja   | Datei hochladen | Widum HERIS-ID: 17328 Objekt-ID: 13604 TKK: 29288                                                                | Tumpen 36 Standort KG: Umhausen                  | Das im Kern barocke Pfarrhaus stammt aus dem 18. Jahrhundert. Das Pfarrhaus ist ein zweigeschoßiger Mauerbau mit Satteldach und regelmäßiger Fassadengliederung, der Baukörper wurde nachträglich verlängert. | BDA-Hist.: Q37837214 Status: § 2a Stand der BDA-Liste: 2025-06-30 Name: Widum GstNr.: .457/1                                                                                       |
| ja   | Datei hochladen | Kapelle Platzl HERIS-ID: 17326 Objekt-ID: 13602 TKK: 21674                                                       | Standort KG: Umhausen                            | Der nach 1856 errichtete quadratische Mauerbau mit dreiseitigem Chorschluss und brettergedecktem Satteldach wurde 1954 erneuert. Das Innere weist ein Tonnengewölbe mit angedeuteten Stichkappen auf. | BDA-Hist.: Q37837190 Status: § 2a Stand der BDA-Liste: 2025-06-30 Name: Kapelle Platzl GstNr.: 5851                                                                                |
| ja   | Datei hochladen | Loam-Kapelle in Umhausen HERIS-ID: 17290 Objekt-ID: 13566 TKK: 21646                                             | Standort KG: Umhausen                            | Der Nischenbildstock mit Kleeblattbogenöffnung wurde im 17. Jahrhundert errichtet und beherbergt eine Kreuzigungsgruppe, die teilweise aus der zweiten Hälfte des 17., teilweise aus dem 18. Jahrhundert stammt. | BDA-Hist.: Q37836319 Status: § 2a Stand der BDA-Liste: 2025-06-30 Name: Loam-Kapelle in Umhausen GstNr.: 4531/1 Loam-Kapelle, Umhausen                                             |
| ja   | Datei hochladen | Lembach-Kapelle HERIS-ID: 17291 Objekt-ID: 13567 TKK: 21668                                                      | Standort KG: Umhausen                            | Die dem hl. Martin geweihte Kapelle mit Kleeblattbogenöffnung und Stuckaturen stammt aus dem 17. Jahrhundert. | BDA-Hist.: Q37836340 Status: § 2a Stand der BDA-Liste: 2025-06-30 Name: Lembach-Kapelle GstNr.: 5503 Lembachkapelle                                                                |
| ja   | Datei hochladen | Straßenbrücke, Acherbachbrücke HERIS-ID: 17294 Objekt-ID: 13570 TKK:                                             | Standort KG: Umhausen                            | Die zweijöchige, ungedeckte Brücke aus Holz wurde um 1885 errichtet und diente bis in die 1960er als zentraler Verkehrsweg ins hintere Ötztal. | BDA-Hist.: Q37836406 Status: § 2a Stand der BDA-Liste: 2025-06-30 Name: Straßenbrücke, Acherbachbrücke GstNr.: 4747/2, 4721, 5141 Acherbachbrücke                                  |
| ja   | Datei hochladen | Wegkapelle Bichl HERIS-ID: 17295 Objekt-ID: 13571 TKK: 21652                                                     | Standort KG: Umhausen                            | Am gleichen Standort war seit 1856 kartografisch ein hölzerner Vorgängerbau dokumentiert, ehe zwischen 1950 und 1960 mit dem Bau der heutigen Kapelle begonnen wurde. Die Kapelle besteht aus einem Mauerbau mit rundem Chorschluss und schindelgedecktem Satteldach, sowie straßenseitiger Giebelfassade mit Rechteckportal und Lunettenfenster. An den Seiten wurden Fensteröffnungen mit Spitzbogen eingelassen. | BDA-Hist.: Q37836428 Status: § 2a Stand der BDA-Liste: 2025-06-30 Name: Wegkapelle Bichl GstNr.: 1229/4 Wegkapelle Bichl, Umhausen                                                 |
| ja   | Datei hochladen | Ortskapelle Farst HERIS-ID: 17296 Objekt-ID: 13572 TKK: 21669                                                    | bei Farst 1 Standort KG: Umhausen                | Der barocke, zweijochige Bau mit polygonaler Apsis stammt vermutlich aus dem 17. Jahrhundert. Der Dachreiter wurde 1930 erneuert. Die in 1482 m Höhe gelegene Ortschaft Farst kann nur über einen in den Fels geschlagenen Serpentinenweg erreicht werden. Die Kapelle wird auch Rosenkranzköniginkapelle genannt. | BDA-Hist.: Q37836451 Status: § 2a Stand der BDA-Liste: 2025-06-30 Name: Ortskapelle Farst GstNr.: .702 Ortskapelle Farst                                                           |
| ja   | Datei hochladen | Wegkapelle in der Höhe in Höfle HERIS-ID: 17297 Objekt-ID: 13573 TKK: 21653                                      | Standort KG: Umhausen                            | 1975 als Mauerbau mit dreiseitigem Chorschluss erbaute Kapelle in Niederthai. | BDA-Hist.: Q37836478 Status: § 2a Stand der BDA-Liste: 2025-06-30 Name: Wegkapelle in der Höhe in Höfle GstNr.: .797 Wegkapelle in der Höhe, Umhausen                              |
| ja   | Datei hochladen | Straßenbrücke in Hopfgarten HERIS-ID: 17299 Objekt-ID: 13575 TKK: 21710                                          | Standort KG: Umhausen                            | Die überdachte Holzbrücke über die Ötztaler Ache zwischen Oesten und Hopfgarten stammt aus der 1. Hälfte des 19. Jahrhunderts. Sie befindet sich kurz vor der Mündung des Hairlachbachs. Das Tragwerk ist als Hängewerk ausgeführt. Die seitlichen Auflager sind betoniert, der Mittelpfeiler in Holzkonstruktion ausgeführt. Der Oberbau unter dem brettergedeckten Satteldach ist in Ständerbauweise gezimmert. Die Seiten sind großteils verschalt. | BDA-Hist.: Q37836502 Status: § 2a Stand der BDA-Liste: 2025-06-30 Name: Straßenbrücke in Hopfgarten GstNr.: 4747/2, 4673, 4680 Straßenbrücke Hopfgarten                            |
| ja   | Datei hochladen | Wasserrad in Köfels HERIS-ID: 17302 Objekt-ID: 13578 TKK: 21709                                                  | südwestlich Köfels 14 Standort KG: Umhausen      | Das Wasserrad ist das größte derartige Bauwerk in Tirol und entstammt einer in den 1950er-Jahren abgebrochenen Mühle und einem Sägewerk. Die Genehmigung für die Nutzung des Quellwassers erfolgte im Jahr 1908. | BDA-Hist.: Q37836574 Status: § 2a Stand der BDA-Liste: 2025-06-30 Name: Wasserrad in Köfels GstNr.: 4866/2 Wasserrad Köfels, Umhausen                                              |
| ja   | Datei hochladen | Kapelle Lehn HERIS-ID: 17303 Objekt-ID: 13579 TKK: 21673                                                         | gegenüber Östen 12 Standort KG: Umhausen         | Im Kern ein Nischenbildstock aus der zweiten Hälfte des 17. Jahrhunderts, der 1954/55 zu einer Kapelle erweitert wurde. | BDA-Hist.: Q37836602 Status: § 2a Stand der BDA-Liste: 2025-06-30 Name: Kapelle Lehn GstNr.: 5771 Kapelle Lehn, Umhausen                                                           |
| ja   | Datei hochladen | Brunnen hl. Johannes Nepomuk in Lehn HERIS-ID: 17304 Objekt-ID: 13580 TKK: 21707                                 | Standort KG: Umhausen                            | Der Brunnen mit einer Figur des hl. Johannes Nepomuk stammt aus dem 19. Jahrhundert. | BDA-Hist.: Q37836652 Status: § 2a Stand der BDA-Liste: 2025-06-30 Name: Brunnen hl. Johannes Nepomuk in Lehn GstNr.: 5759 Nepomukbrunnen Lehn                                      |
| BW   | Datei hochladen | Achrainkapelle in Neudorf HERIS-ID: 17305 Objekt-ID: 13581 TKK: 21657                                            | neben Antoniusweg 13 Standort KG: Umhausen       | Der quadratische Mauerbau wurde vermutlich im 18. Jahrhundert errichtet, die dreiseitige Apsis wurde vermutlich 1866 angebaut. Das brettergedeckte Satteldach wird von einem achteckigen, hölzernen Dachreiter bekrönt. An der westlichen Eingangsfassade befinden sich ein Rundbogenportal und ein vierpassförmiger Oculus. Das Innere weist ein Tonnengewölbe auf. | BDA-Hist.: Q37836682 Status: § 2a Stand der BDA-Liste: 2025-06-30 Name: Achrainkapelle in Neudorf GstNr.: .364/2                                                                   |
| BW   | Datei hochladen | Höchle-Kapelle in Neudorf HERIS-ID: 17306 Objekt-ID: 13582 TKK: 21658                                            | bei Höchleweg 8 Standort KG: Umhausen            | Die Wegkapelle mit Dreipassbogenöffnung und Stuckdekor wurde 1688 errichtet. Darin befinden sich Statuen der Heiligen Petrus und Paulus sowie Bilder Himmelsleiter und Höllenschlund, alle aus dem 17. Jahrhundert. | BDA-Hist.: Q37836705 Status: § 2a Stand der BDA-Liste: 2025-06-30 Name: Höchle-Kapelle in Neudorf GstNr.: .356/3, 173/1                                                            |
| ja   | Datei hochladen | Kenntal-Kapelle in Roßlach HERIS-ID: 17310 Objekt-ID: 13586 TKK: 21661                                           | bei Kentalweg 14 Standort KG: Umhausen           | Ein Nischenbildstock aus dem 17. Jahrhundert mit geradem Chorschluss, dreipassförmiger Bogenöffnung und Kreuzgewölbe wurde nach 1856 durch einen breiteren, quadratischen Vorbau mit Stichkappentonne zu einer Kapelle erweitert. Der Anbau weist ein Rundbogenportal an der Südwestfassade und seitliche Segmentbogenfenster auf. | BDA-Hist.: Q37836821 Status: § 2a Stand der BDA-Liste: 2025-06-30 Name: Kenntal-Kapelle in Roßlach GstNr.: 1943/1 Kental-Kapelle                                                   |
| ja   | Datei hochladen | Rattal-Kapelle in Roßlach HERIS-ID: 17314 Objekt-ID: 13590 TKK: 21664                                            | Standort KG: Umhausen                            | Ein bestehender Bildstock wurde nach 1856 zu einer Kapelle mit eingezogener Rundapsis und steilem Satteldach erweitert, die nach Westen mit einem korbbogigen Eingang geöffnet ist. Der Innenraum weist eine flache Holzdecke auf, der Chor wird durch ein schmiedeeisernes Gitter abgetrennt. | BDA-Hist.: Q37836877 Status: § 2a Stand der BDA-Liste: 2025-06-30 Name: Rattal-Kapelle in Roßlach GstNr.: 4477/1 Rattalkapelle                                                     |
| ja   | Datei hochladen | Untere-Satteler-Kapelle in Roßlach HERIS-ID: 17315 Objekt-ID: 13591 TKK: 21662                                   | Standort KG: Umhausen                            | Der gemauerte Nischenbildstock mit geradem Chorschluss, steilem Satteldach und tiefer Rundbogennische stammt aus der zweiten Hälfte des 19. Jahrhunderts. | BDA-Hist.: Q37836907 Status: § 2a Stand der BDA-Liste: 2025-06-30 Name: Untere-Satteler-Kapelle in Roßlach GstNr.: 4470/1 Untere Sattelerkapelle                                   |
| BW   | Datei hochladen | Antoniusbrunnen in Roßlach HERIS-ID: 17316 Objekt-ID: 13592 TKK: 21706                                           | bei Turmgasse 2 Standort KG: Umhausen            | Der Brunnen mit einer Figur des hl. Antonius stammt aus dem 19. Jahrhundert. | BDA-Hist.: Q37836933 Status: § 2a Stand der BDA-Liste: 2025-06-30 Name: Antoniusbrunnen in Roßlach GstNr.: 4575/1                                                                  |
| BW   | Datei hochladen | Kapelle Sand HERIS-ID: 17317 Objekt-ID: 13593 TKK: 21660                                                         | Mühlweg 64, in der Nähe Standort KG: Umhausen    | Die Marienkapelle ist einjochig mit dreiseitiger Apsis. Das darin befindliche Altarbild Rosenkranzmadonna zeigt eine Ansicht der Pfarrkirche von Umhausen aus dem 18. Jahrhundert. | BDA-Hist.: Q37836962 Status: § 2a Stand der BDA-Liste: 2025-06-30 Name: Kapelle Sand GstNr.: .155                                                                                  |
| ja   | Datei hochladen | Satteler-Kapelle in Tumpen HERIS-ID: 17320 Objekt-ID: 13596 TKK: 21678                                           | bei Tumpen 18 Standort KG: Umhausen              | Die auch als „Marienkapelle auf dem Sattele“ bezeichnete Kapelle mit Kleeblattbogen und Kreuzgratgewölbe wurde im 17. Jahrhundert errichtet. Das Bild „Abschied Christi von Maria“ stammt aus dem 19. Jahrhundert. | BDA-Hist.: Q37837001 Status: § 2a Stand der BDA-Liste: 2025-06-30 Name: Satteler-Kapelle in Tumpen GstNr.: 3774/1 Marienkapelle auf dem Sattele                                    |
| ja   | Datei hochladen | Flurkapelle Tumpen HERIS-ID: 17321 Objekt-ID: 13597 TKK: 21676                                                   | Tumpen 92, in der Nähe Standort KG: Umhausen     | Der Nischenbildstock wurde um 1900 errichtet und besitzt ein barockes Gnadenbild Maria Waldrast aus 1712. | BDA-Hist.: Q37837028 Status: § 2a Stand der BDA-Liste: 2025-06-30 Name: Flurkapelle Tumpen GstNr.: 4142 Kapelle in Ried                                                            |
| ja   | Datei hochladen | Flurkapelle Köfels HERIS-ID: 17323 Objekt-ID: 13599 TKK: 21644                                                   | Köfels 14, in der Nähe Standort KG: Umhausen     | In der auch als Mariahilfkapelle bezeichneten Wegkapelle befinden sich drei Bilder (Mariahilf, hll. Antoius und Franziskus) aus dem 19. Jahrhundert. Die Kapelle selbst wurde an der Stelle des Vorgängerbaus aus dem Jahre 1862 zwischen 1973 und 1974 neu erbaut. | BDA-Hist.: Q37837054 Status: § 2a Stand der BDA-Liste: 2025-06-30 Name: Flurkapelle Köfels GstNr.: .785 Flurkapelle Köfels, Umhausen                                               |